# گورستان کلک و امان کی
گورستان کلک و امان کی مربوط به دوران‌های تاریخی پس از اسلام است و در شهرستان سقز، بخش مرکزی، روستای میرگه نقشینه واقع شده و این اثر در تاریخ ۲۷ مرداد ۱۳۸۲ با شمارهٔ ثبت ۹۶۵۳ به‌عنوان یکی از آثار ملی ایران به ثبت رسیده است.